# Alberto (football)
Pour les articles homonymes, voir Alberto.
Alberto Luis de Souza, plus communément appelé Alberto est un footballeur brésilien né le 27 avril 1975. Il était attaquant.